# Kiki Verbeeck
Kristel (Kiki) Verbeeck (1974) is een Belgisch architect. Ze staat aan het hoofd van architectenbureau URA Yves Malysse Kiki Verbeeck in Brussel, samen met haar partner Yves Malysse. Naast een architectuurpraktijk focust Verbeeck ook op onderwijs en vormt zij een kritische stem in de Belgische architectuurwereld.

## Opleiding
Kiki Verbeeck studeerde Architectuur aan het Sint-Lucas Instituut in Gent (1999). Daarnaast behaalde ze een master in de Architectuurwetenschappen aan de KU Leuven (2002) waarbij ze specialiseerde in architectuurtheorie.

## Loopbaan

### uapS, OMA, LABFAC, Baines en Advisers
Verbeeck begon haar carrière als architect met stages bij uapS in Parijs (1999) en OMA in Rotterdam (2000). Daarna werkte ze achtereenvolgens voor architectenbureaus LABFAC in Parijs (2001), Georges Baines in Antwerpen en Brussel (2003) en Advisers in Brussel (2004-2006).

### URA

#### Ontstaan
In 2002 richtte Kiki Verbeeck, samen met Yves Malysse en Joost Verstraete, UR Architecten op in Brussel. De drie studeerden samen aan het Sint-Lucas Instituut in Gent en vonden elkaar na hun respectievelijke buitenlandse stages terug in België. Het bureau groeide uit tot een van de vaste waarden in de Belgische architectuurscène. In 2010 namen Verbeeck en Malysse met twee het stuur over en werd UR omgedoopt tot het huidige URA Yves Malysse Kiki Verbeeck. Het team breidde sindsdien sterk uit tot een internationaal geheel. "Kruisbestuivingen zijn cruciaal" voor hun werking, melden Verbeeck en Malysse.

#### Methodiek en visie
URA hanteert een dialectische methodiek die een intuïtieve inpassing van het gebouwvolume in haar context met een analytische programma-opvoering combineert. Door middel van die confrontatie willen ze tot een Gesamtkunstwerk komen. De naam van het bureau, vond haar inspiratie bij Ur, de eerste stad. "Het universele dat net in het heel specifieke ligt" is een van hun basisideeën. Verbeeck en Malysse verwijzen naar oertypologieën en proberen die op een hedendaagse manier te vertalen. Dit is geen formalisme, benadrukken Verbeeck en Malysse, maar duidt op de zoektocht van de architecten naar een dialectische relatie van de façade met de omgeving. Dat resulteert in een grondige studie van materiaalgebruik en soms complexere façades. In hun praktijk werken ze hiervoor intens met maquettes en modellen om in elke fase steeds opnieuw geconfronteerd te worden met een driedimensionale realiteit. Het oervolume confronteren ze vervolgens met een gelaagd programma. De architecten spreken van het regisseren van een programma met mogelijke scenario’s, eerder dan het definiëren van functies. Verbeeck en Malysse willen steeds "definiëren zonder te dicteren." Hiervoor werken ze aan de hand van ‘stoorzenders’ die een ruimte meerdere mogelijkheden kunnen geven.
Ongeveer 85 procent van URA's projecten zijn publieke opdrachten. URA omarmt bewust verschillende soorten opdrachten in verschillende schalen om routine te vermijden. Zo ontwerpen ze zowel bushaltes als masterplannen. In 2019 verzorgden Verbeeck en Malysse de scenografie voor de tentoonstelling Prenten in de eeuw van Bruegel in het Brusselse Bozar.

#### Belangrijke projecten

##### KOP, Puurs (2008-2011)
Met het ontwerp van KOP Logistiek centrum in Puurs begaf URA zich in de voor hedendaagse architectenbureaus eerder uitzonderlijke economische sector. De vraag voor 15000 m² opslagruimte en 2000 kantoren bracht URA onder in de archetypische vorm van de loods. Die werd tot haar essentie herleid en opnieuw tot leven gebracht in een mix van wonen en werken, landbouw en industrie, abstractie en herkenbaarheid. De loods kent een opvallende dakstructuur opgebouwd aan de hand van golfplaten in drie kleurtinten. Het gedifferentieerde licht dat zo binnenvalt, gaf de loods geregeld de naam van een ‘spiegelzaal’. Een van de korte zijdes van de loods hebben de architecten daarenboven achterwege gelaten. Het lijkt haast alsof het gebouw er radicaal werd doorgesneden. Het geeft de kantoren binnenin dit grote loodsorganisme een huiselijk karakter. Daarnaast biedt het voor de kantoren een mooi zicht op het landschap. Het gebouw ontving diverse prijzen en werd genomineerd voor de Mies Van der Rohe Award.

##### WWL, Leuven (2016-2023)
Voor het grootschalig ontwerp, ’t Wisselspoor, keerden Verbeeck en Malysse terug naar het stedenbouwkundige archetype van de ziggurat. De architecten ontwikkelden een torencomplex dat 52 woningen van 10 verschillende types omvat. Het project kadert in het stedenbouwkundig masterplan van Marcel Smets in opdracht van stad Leuven voor de Centrale Werkplaatsen van Kessel-Lo. URA’s project biedt betaalbaar wonen dicht bij de stad, en vormt een eigen levendig microcentrum met collectieve functies, een crèche, een conservatorium en een café. "Door de compactheid van de site en het stevige programma wisten we al snel dat we de hoogte in zouden moeten," vertelt Yves Malysse. Het volume werd nauwkeurig ‘gesculpteerd’ zodat zonlicht tot op centrale binnenplein van het project valt.

### Onderwijsactiviteiten en jurypannels
Sinds 2003 is Verbeeck gastcriticus aan verscheidene instellingen. Verbeeck was in 2006 gasthoogleraar aan Faculteit Architectuur van LUCA School of Arts in Gent. Sinds 2010 is zij actief als ontwerpbegeleider aan de Faculteit Ingenieurswetenschappen van de KU Leuven. Met URA geeft ze daarnaast regelmatig lezingen voor instellingen in België en het buitenland.
Verbeeck zetelt sinds 2005 geregeld in verscheidene jurypannels voor architectuuropleidingen en andere instituten in België en het buitenland. In 2009 maakte Verbeeck onderdeel uit van de jury voor de prijs van de Vlaamse Gemeenschap voor Architectuur die in dat jaar naar bOb Van Reeth ging. In 2013 was ze jurylid van de master class "End of Line" georganiseerd door Louise (Laboratory for Urbanism, Infrastructure and Ecologies, Faculté d’Architecture de l’ULB) en Cosmopolis (Centre of Urban Research, VUB). In 2013 was Verbeeck ook jurylid in de Provinciale Architectuurprijs Oost-Vlaanderen. In 2015 zetelde Verbeeck in de jury voor de Architectuurprijs Leuven. In 2018 was Verbeeck jurylid voor de Belgian Building Awards.

## Projecten (selectie)
Verbeeck werkte mee aan onderstaande projecten als deel van UR Architecten (tot 2010) en URA:
- 2002-2005: Polyvalente zaal PZE, Eeklo.
- 2002-2008: Eengezinswoning FAR, Rumbeke.
- 2011-2011: Bushalte BLB, Brugge.
- 2008-2011: Magazijn en bureaus KOP, Puurs.
- 2007-2013: Gymnasium KAU, Ukkel.
- 2011-2015: Jeugdherberg JGK, Kortrijk.
- 2010-2015: Habitation Pynaertkaai WAL, Gent.
- 2015-2019: Gemeenschapscentrum VKW, Westrozebeke.
- 2016-2023: Collectief wonen WWL, Leuven.

## Tentoonstellingen
- URA five projects (Beida University, Beijing, 2004).
- 35m3 Jonge Architectuur/ URA (Internationale Kunstcampus deSingel, Antwerpen, 2007).
- Other Constructions. URA the architectulation of everyday space (Beijing, 2007).
- 1907, competition Belgian Pavilion, La Biennale di Venezia (Venetië, 2008).
- Architectuur in Beeld (Bozar, Brussel/ Warande, Turnhout, 2008).
- BXL100, interventions (Recyclart, Brussel, 2008).
- UGent Dag van de Architectuur (Gent, 2009).
- BXL 100 (Bozar, Brussel, 2009).
- West-Arch (Ludwig Forum Aachen, 2010).
- NICHE URA (Bozar, Brussel, 2011).
- Wild Wild West (Hamburg/München/Keulen/Stuttgart, 2011-2013).
- A-Week (Bozar, Brussel, 2013).
- XX Models (Bozar, Brussel, 2012/ Marseille, 2013/ Shenzhen, 2014).
- KOTMET-research by design (Atelier Vlaams Bouwmeester, 2019).
- Solid Senses: URA Yves Malysse Kiki Verbeeck (Bozar, Brussel, 2021-2022).

## Publicaties
- URA en TOPOTRONIC. BXL100 - 100 interventies in de Brusselse openbare ruimte. 2008.
- Thomas, Helen, Christophe Van Gerrewey, Lisa De Visscher, e.a. URA Yves Malysse Kiki Verbeeck: Architectural Projects 2002 – 2020. Londen/Brussel: Koenig Books/ A+ Architecture in Belgium/ BOZAR Books, 2020.

## Prijzen
- Polyvalente zaal PZE (Eeklo): FAB Awards, selectie (2009).
- Bibliotheekuitbreiding LAC (Albino, Italië): Premio Qualita Italia (2010).
- Logistiek centrum KOP (Puurs): Mies Van der Rohe Award, nominatie (2011).
- Logistiek centrum KOP (Puurs): FAB Awards, Nomatie, award for innovative daylight use (2011).
- Logistiek centrum KOP (Puurs): Architizer+ Awards, jury prize winner for Daylight (2013).
- Gymnasium KAU (Ukkel): FAB Awards, nominatie (2013).
- Woning PIB (Grimbergen): FAB Awards, selectie (2014).
- Gymnasium KAU (Ukkel): Mies van der Rohe Award, nominatie (2015).
- Gymnasium KAU (Ukkel): Staalbouwwedstrijd, nominatie (2015).
- Gymnasium KAU (Ukkel): Belgian Building Awards, nominatie (2015).
- Gymnasium KAU (Ukkel): Bigmat Award, nominatie (2015).
- Revalidatiecentrum RLN (Ninove): Architectuurprijs Provincie Oost-Vlaanderen (2017).
- Gemeenschapscentrum VKW (Westrozebeke): Mies van der Rohe Award, nominatie (2022).